# Katowice Open 2016
Il Katowice Open 2016 è stato un torneo di tennis giocato sulla cemento indoor. È stata la quarta edizione del torneo, che fa parte della categoria International nell'ambito del WTA Tour 2016. Si è giocato a Katowice, in Polonia, dal 4 al 10 aprile 2016.

## Partecipanti

### Teste di serie
| Nazionalità | Giocatrice                | Ranking* | Testa di serie |
| ----------- | ------------------------- | -------- | -------------- |
| Polonia     | Agnieszka Radwańska       | 2        | 1              |
| Slovacchia  | Anna Karolína Schmiedlová | 30       | 2              |
| Lettonia    | Jeļena Ostapenko          | 39       | 3              |
| Francia     | Alizé Cornet              | 42       | 4              |
| Italia      | Camila Giorgi             | 43       | 5              |
| Ucraina     | Lesja Curenko             | 45       | 6              |
| Ungheria    | Tímea Babos               | 49       | 7              |
| Slovacchia  | Dominika Cibulková        | 54       | 8              |
| Belgio      | Kirsten Flipkens          | 65       | 9              |

* Classifica al 21 marzo 2016.

### Altre partecipanti
Le seguenti giocatrici hanno ricevuto una wild card per il tabellone principale:
- Paula Kania
- Vera Lapko
- Anastasija Šošyna

La seguente giocatrice è entrata nel tabellone principale come Special Exempt:
- Magda Linette

Le seguenti giocatrici sono passate dalle qualificazioni:

- Ekaterina Aleksandrova
- Viktorija Golubic
- Daniela Hantuchová
- Isabella Šinikova

Le seguenti giocatrici sono entrate nel tabellone principale come Lucky Loser:
- Jesika Malečková
- Valerija Strachova

## Campionesse

### Singolare
Dominika Cibulková ha sconfitto in finale  Camila Giorgi con il punteggio di 6-4, 6-0.
- È il quinto titolo in carriera per la Cibulková, il primo della stagione.

### Doppio
Eri Hozumi /  Miyu Katō hanno sconfitto in finale  Valentina Ivachnenko /  Marina Mel'nikova con il punteggio di 3-6, 7-5, [10-8].